# Порфирий Сръбски
Порфирий Сръбски (на сръбски: Патријарх српски Порфирије) е патриарх на Сръбската православна църква от 18 февруари 2021 г. Пълната му титла е Негово светейшество архиепископ Печки, митрополит Белградско-карловски, патриарх Сръбски.

## Биография
Роден е на 22 юли 1961 г. като Първослав Перич в Бечей, Южнобачки окръг. Родът му произхожда от Дервента в Босна и Херцеговина. На 21 април 1985 г. се замонашва в манастира Високи Дечани в Косово и приема монашеското име Порфирий, а през 1986 г. завършва Богословския факултет в Белградския университет. В периода 1986 – 1990 г. продължава образованието си в Атинския университет, а през 2014 г. защитава докторат в Атина. На 6 октомври 1990 г. се премества в манастира „Свети Архангели“ в Ковил, където е избран за игумен. В него се посвещава на излекуването на млади хора от зависимости, като манастирът се превръща в духовно убежище за млади интелектуалци, артисти, рок музиканти главно от Белград и Нови Сад.
От юли 2014 г. е Загребско-люблянски митрополит. На 18 февруари 2021 г. е избран за патриарх на Сръбската православна църква.
Говори гръцки, английски, немски и руски език.